# 안진호
안진호(1990년 2월 17일 ~ )는 대한민국의 희극 배우이다.
165cm 50kg이다.

## 출연작

### 방송
- 웃찾사 (SBS)
  - <마지막 수업>
  - <판매왕>
  - <극과극>
  - <LTE 뉴스>

NOLL TV <대신남녀>